# مقررات (اتحادیه اروپا)
مقررات یک قانون حقوقی اتحادیه اروپا است که بلافاصله به عنوان قانون در همه کشورهای عضو به طور همزمان قابل اجرا می‌شود. مقررات را می‌توان از دستورالعملهایی که حداقل در اصل باید به قوانین ملی منتقل شوند متمایز کرد. مقررات را می‌توان با استفاده از روش‌های مختلف قانونی بسته به موضوع آنها تصویب کرد.

## شرح
شرح مقررات را می‌توان در ماده ۲۸۸ معاهده عملکرد اتحادیه اروپا در (ماده ۲۴۹ TEC سابق) یافت.
ماده ۲۸۸
برای اعمال صلاحیت‌های اتحادیه، مؤسسات باید مقررات، دستورالعمل‌ها، تصمیمات، توصیه‌ها و نظرات را تصویب کنند.
مقررات باید کاربرد کلی داشته باشد. این در تمامیت خود الزام‌آور بوده و مستقیماً در تمام کشورهای عضو قابل اجرا خواهد بود.
یک دستورالعمل، از نظر نتیجه‌ای که باید به دست‌آید، برای هر کشور عضوی که مخاطب آن است، الزام‌آور است، اما انتخاب شکل و روش را به مقامات ملی واگذار می‌کند.
تصمیم به طور کامل برای کسانی که به آنها خطاب می‌شود لازم الاجرا خواهد بود.

 توصیه ها و نظرات هیچ گونه قدرت الزام‌آوری ندارند.
شورا می‌تواند اختیارات قانونی را به کمیسیون تفویض کند و بسته به حوزه و رویه قانونی مناسب، هر دو نهاد می‌توانند قانون وضع کنند. مقررات شورا و مقررات کمیسیون وجود دارد. ماده ۲۸۸ به وضوح بین قوانین تقنینی و اداری، همانطور که معمولاً در نظام های حقوقی ملی انجام می‌شود، تمایز قائل نشده است.

## اثر حقوقی
مقررات به نوعی معادل «قوانین مجلس» است، به این معنا که آنچه می‌گویند قانون است و نیازی به میانجی‌گری در قوانین ملی از طریق اقدامات اجرایی ندارد. به این ترتیب، مقررات یکی از قوی‌ترین اشکال قوانین اتحادیه اروپا را تشکیل می‌دهند و در تهیه و تدوین آنها دقت زیادی لازم است.
هنگامی که یک مقررات لازم‌الاجرا می‌شود، تمام قوانین ملی مربوط به موضوع یکسان را نادیده می‌گیرد و قوانین ملی بعدی باید با این مقررات سازگار باشد و در پرتو آن تنظیم شود. در حالی که کشورهای عضو از پنهان کردن تأثیر مستقیم مقررات منع شده‌اند، تصویب قوانینی که به موضوعات تبعی ناشی از اجرایی شدن یک مقررات مربوط می‌شود، معمول است.
اگرچه یک مقررات در اصل تأثیر مستقیم دارد، دادگاه قانون اساسی بلژیک حکم داده است که نهادهای بین‌المللی مانند اتحادیه اروپا نمی‌توانند از هویت ملی آنگونه که در ساختارهای اساسی سیاسی و قانون اساسی کشور یا هسته اصلی آن تعیین شده و ارزش های حمایت از قانون اساسی عدول کنند.

## زیر کلاس‌ها
| نام                         | عنوان مثال | مثال ELI                                       | مثال CELEX |
| --------------------------- | --- | ---------------------------------------------- | ---------- |
| مقررات پارلمان اروپا و شورا | مقررات (EU) شماره 524/2013 پارلمان و شورای اروپا در 21 مه 2013 در مورد حل و فصل اختلافات آنلاین برای اختلافات مصرف کننده و اصلاح مقررات (EC) شماره 2006/2004 و دستورالعمل 2009/22/EC (مقررات ODR مصرف کننده) | http://data.europa.eu/eli/reg/2013/524/oj      | 32013R0524 |
| مقررات شورا                 | مقررات شورا (EC) شماره 1346/2000 در 29 مه 2000 در مورد رسیدگی به ورشکستگی | http://data.europa.eu/eli/reg/2000/1346/oj     | 32000R1346 |
| مقررات کمیسیون              | مقررات کمیسیون (EC) شماره 2257/94 مورخ 16 سپتامبر 1994 برای تعیین استانداردهای کیفیت برای موز (متن مرتبط با منطقه اقتصادی اروپا) | http://data.europa.eu/eli/reg/1994/2257/oj     | 31994R0094 |
| آیین نامه اجرایی کمیسیون    | آیین‌نامه اجرایی (EU) شماره 923/2012 کمیسیون (EU) 26 سپتامبر 2012 مبنی بر وضع قوانین مشترک مقررات هوایی و عملیاتی در مورد خدمات و رویه‌ها در ناوبری هوایی و اصلاح مقررات اجرایی (EU) شماره 1035/2011 و مقررات (EC) شماره 1265. /2007, (EC) No 1794/2006 (EC) No 730/2006 (EC) No 1033/2006 and (EU) No 255/2010 متن با ارتباط EEA | http://data.europa.eu/eli/reg_impl/2012/923/oj | 32012R0923 |